# Samuel Little
Samuel Little (sinh ngày 7 tháng 6 năm 1940 – 30 tháng 12 năm 2020) là kẻ giết người hàng loạt người Mỹ, bị kết án là hung thủ sát hại 3 người phụ nữ tại California từ 1987 tới 1989 và 1 người phụ nữ khác tại Texas vào năm 1994. Sau khi khai nhận từng sát hại tới 93 nạn nhân, các cơ quan điều tra cho thấy y có liên quan trực tiếp tới hơn 60 vụ giết người khác. FBI sau đó khẳng định Little là thủ phạm của ít nhất 50 vụ giết người tại 19 bang của nước Mỹ trong vòng gần 50 năm, khiến y trở thành kẻ giết người hàng loạt khét tiếng nhất lịch sử nước Mỹ.